# Мердереука
Мердереука (рум. Mărdăreuca) — село у Кріуленському районі Молдови. Входить до складу комуни, адміністративним центром якої є село Бошкана.

## Населення
За даними перепису населення 2004 року у селі проживала 651 особа.
Національний склад населення села:
| Національність | Кількість осіб | Відсоток |
| -------------- | -------------- | -------- |
| молдавани      | 648            | 99,5%    |
| українці       | 2              | 0,3%     |
| росіяни        | 1              | 0,2%     |
| Всього         | 651            | 100%     |